# Prestation compensatoire en droit québécois
La prestation compensatoire en droit québécois est une institution du droit de la famille qui permet au tribunal d'ordonner à l'un des époux de verser à l'autre un montant en compensation de l'enrichissement de son patrimoine.  Elle est décrite aux articles 427 à 430 du Code civil du Québec. 

## Disposition principale
La disposition principale est l'article 427 C.c.Q. qui énonce que :

« Au moment où il prononce la séparation de corps, le divorce ou la nullité du mariage, le tribunal peut ordonner à l’un des époux de verser à l’autre, en compensation de l’apport de ce dernier, en biens ou en services, à l’enrichissement du patrimoine de son conjoint, une prestation payable au comptant ou par versements, en tenant compte, notamment, des avantages que procurent le régime matrimonial et le contrat de mariage. Il en est de même en cas de décès; il est alors, en outre, tenu compte des avantages que procure au conjoint survivant la succession. 
Lorsque le droit à la prestation compensatoire est fondé sur la collaboration régulière de l’époux à une entreprise, que cette entreprise ait trait à un bien ou à un service et qu’elle soit ou non à caractère commercial, la demande peut en être faite dès la fin de la collaboration si celle-ci est causée par l’aliénation, la dissolution ou la liquidation volontaire ou forcée de l’entreprise. »

## Critères
Les critères de la prestation compensatoire sont les suivants, selon l'auteure Christiane Lalonde  : 
1)	l'apport, quelles qu'en soient la nature et la forme. Généralement l'apport sera celui des parties et non les contributions faites par des compagnies dont les parties sont actionnaires ;
2)	l'enrichissement. Ce critère est très souvent utilisé dans la décision d'accorder ou de refuser une prestation compensatoire 
3)	le lien causal, qui doit être adéquat, mais n'a pas à être rigoureux ;
4)	la proportion dans laquelle l'apport a permis l'enrichissement ;
5)	l'appauvrissement concomitant de celui ou celle qui a fourni l'apport34 ;
6)	l'absence de justification à l'enrichissement. La distinction entre les contributions au mariage ou à l'union civile et les contributions au patrimoine n'est retenue qu'à titre d'élément pertinent à la justification.

## Contexte historique
La prestation compensatoire a été introduite  au Québec en 1982. La France a introduit la prestation compensatoire en 1975. Lorsqu'il introduit cette institution, le législateur vise à prévenir des abus survenant au moment de la dissolution de certains mariages traditionnels dans les années 1970. Dans de tels mariages, souvent le mari dirigeait une entreprise et souvent l'épouse travaillait comme secrétaire de l'entreprise et contribuait par le fait même à l'enrichissement du mari. Donc à la lumière de ce contexte historique, on peut comprendre que lorsqu'il adopte l'institution de la prestation compensatoire, le législateur vise à contrer le phénomène de l'enrichissement injustifié du mari aux dépens de l'épouse.

## Recours distincts
La prestation compensatoire est distincte du partage inégal du patrimoine familial (art. 422 C.c.Q.) car la prestation compensatoire ne concerne que les biens en dehors du patrimoine familial. 
Le paiement compensatoire de l'art. 421 C.c.Q. n'est pas la prestation compensatoire. Ce recours vise plutôt la compensation pour l'aliénation de biens dans l'année précédent le dépôt d'une demande de divorce, de séparation de corps ou de décès. 
Bien que la prestation compensatoire ait les mêmes critères que l'enrichissement injustifié, l'enrichissement injustifié est utilisé pour les conjoints de fait plutôt que pour les couples mariés et dans le contexte plus large du droit des obligations.
La somme globale de l'art. 511 C.c.Q. et de l'article 15.2 de la Loi sur le divorce
 est un concept juridique différent de la prestation compensatoire.